# Deceiver of the Gods
Deceiver of the Gods deveti je studijski album švedskog melodičnog death metal sastava Amon Amarth objavljen 24. lipnja 2013. godine, a objavila ga je diskografska kuća Metal Blade Records. Posljednji je album s bubnjarom Fredrikom Anderssonom.

## Popis pjesama
Tekstovi i glazba: Amon Amarth. 
| 1.    | »Deceiver of the Gods«  | 4:19 |
| 2.    | »As Loke Falls«         | 4:38 |
| 3.    | »Father of the Wolf«    | 4:19 |
| 4.    | »Shape Shifter«         | 4:02 |
| 5.    | »Under Siege«           | 6:17 |
| 6.    | »Blood Eagle«           | 3:15 |
| 7.    | »We Shall Destroy«      | 4:25 |
| 8.    | »Hel«                   | 4:09 |
| 9.    | »Coming of the Tide«    | 4:16 |
| 10.   | »Warriors of the North« | 8:12 |
| 47:52 |                         |      |

## Zasluge
Amon Amarth
- Ted Lundström – bas-gitara
- Olavi Mikkonen – gitara
- Johan Hegg – vokali
- Fredrik Andersson – bubnjevi
- Johan Söderberg – gitara